# Пирдоп
Пирдо̀п е град в западна България, административен център на община Пирдоп в Софийска област. Населението му е 6611 души (15 март 2024).
По данни на ГРАО към 15 юни 2023 г. в града живеят 6653 души по настоящ адрес и 7062 души по постоянен адрес.

## География
Пирдоп се намира на 70 km източно от София и на 52 km западно от Карлово по Подбалканския път. Разположен е на 696 m надморска височина в средната част на Златишко-Пирдопската котловина. Теренът, на който е построен градът, е със слаб наклон от североизток към югозапад и се пресича от Пирдопската река, приток на Тополница. В землището на Пирдоп, което има площ 90,148 km², влизат значителни гористи територии от Златишко-Тетевенската планина на север и Същинска Средна гора на юг.
Пирдоп е изходен пункт за туристически походи към хижите „Паскал“, „Момина поляна“, „Артьовица“, „Мали извор“.

## История
В района на Пирдоп са открити следи от обитаване през неолита и тракийската епоха, както и останки от значително късноантично и ранносредновековно селище. На 5 km североизточно от днешния град се е намирал манастирът „Свети Илия“, част от който са запазените и днес развалини на Еленската базилика. Манастирът е значителен книжовен център и функционира до края на XVII век. В него вероятно е съставен Пирдопският апостол, един от важните паметници на среднобългарската литература, датиран към XII век.
Пирдоп се споменава в османски документ от 1430 година под името Пуротобабинче. Други наименования, използвани през следващите столетия са Пирдебоп и Протопопинци. В края на XVII век в града има килийно училище, негови жители участват в Чипровското въстание, а местният даскал Георги съставя през 1698 година Протопопинския и Тихомировия дамаскин.
През XVII – XVIII век Пирдоп се превръща в голям център на животновъдството и обработката на вълна със стотици гайтанджийски, абаджийски и килимарски работилници. През 1841 година жителите на града са освободени от ангария. През 1840 година е открито взаимно училище, което от 1853 година е класно, а през 1863 година – и девическо училище. През 1869 година е основано Народно читалище „Напредък – 1869“.
През 1869 година в града е създаден комитет на Вътрешната революционна организация. Жители на Пирдоп участват в Сръбско-турската война, Ботевата чета и Българското опълчение. Градът е освободен на 21 декември 1877 година от Двадесет и първи донски полк.
Скоро след Освобождението градът запада – лишени от пазарите на Османската империя и подложени на конкуренцията на по-ефективното промишлено производство местните занаяти замират. През март 1923 г. в селището става голямо наводнение след като реката приижда и залива околността.
След Деветоюнския преврат от 1923 година някои от селата около Пирдоп се включват в т.нар. Юнско въстание.
През 1933 Пирдоп получава одобрение за финасиране от държавния фонд Кооперативни строежи на народни училища.

## Население
Населението е съставено от източноправославни християни.

## Управление
Пирдоп е административен център на община, в която влиза още едно селище – село Душанци.
Настоящият кмет на община Пирдоп е Ангел Пенчов Геров.
В Общинския съвет на Пирдоп за мандат 2015 – 2019 г. влизат 5 представители на МК „Пирдоп заслужава повече“, 4 – на ПП ГЕРБ, 2 – на КП „Реформаторски блок“, 2 – на МК „Екобъдеще“.

## Икономика
Основно предприятие е медодобивният завод на Аурубис България.
В града навлизат все повече от големите търговски вериги. На ул. „Васил Левски“ № 8 има магазин на „Т Маркет“. На западния изход на града, между него и гр. Златица е открит Ритейл парк Средногорие в който са открити магазини на Билла, DM, Техномаркет и др.

## Инфраструктура
В Пирдоп функционират четири училища – общинските Средно училище „Саво Ценов Савов“ (основано през 1915 година като непълна гимназия с обединяването на дотогавашните две мъжки и едно девическо училище) и Начално училище „Тодор Генчев Влайков“ (отделено от гимназията през 1995 година) и държавните Професионална гимназия по туризъм и хранителни технологии „Никола Димов“ (основана през 1932 година като Млекарско училище) и Професионална гимназия по механоелектротехника (основана през 1961 година като Професионална техническо училище по медодобив).

## Култура
- Къща музей „Никола Пушкаров“
- Исторически музей
- православен храм „Успение Богородично“ и параклис „Свети Георги“.

На 5 km североизточно от града се намира Еленската базилика – единствена по рода си на Балканския полуостров трикорабна укрепена базилика от V – VI век, манастирска църква на просъществувал до края на XVII век манастир „Свети Илия“. Останките са основно проучени от проф. Петър Мутафчиев през 1913 г. и през 1970-те години от архитект Дафина Василева.
Кухнята е типична за района на Балкана. Типично ястие е ложената баница с точени кори, леко запечени и поляти с прясно мляко, сирене и яйца. Друг специалитет е пирдопският тутманик, който се завива по специфичен начин: след налагането на слоевете с прясно масло, сирене и разбити яйца тестото се прибира към центъра и се обръща наопаки. В средата се прави дупка и се сипва масло и се изпича. Друго типично ястие за този район е едрият запечен боб, наречен „бамбал“.

## Известни личности
Родени в Пирдоп
- Александър Антонов (1881 – 1907), социалист, революционер, деец на ВМОРО
- Алипий Влайков (1856 - 1934), български учител, писател и дарител, по-голям брат на Тодор Влайков
- Димитър Савов - опълченец, депутат в Учредителното събрание в Търново, първи кмет на Пирдоп
- Симеон Савов – адвокат и известен пирдопски общественик, главен инициатор за построяването на училището и читалището
- Саво Савов (1910 - 1944) - български акварелист, график, приложник и учител по рисуване и трудово обучение.

- Александър Олимпиев, български революционер от ВМОРО, четник на Георги Сугарев[11]
- Веселин Андреев (1918 – 1991), поет
- Тодор Влайков (1865 – 1943), писател
- Филип Григоров, деец на ВМОРО
- Манол Иванов (1867 – 1906), филолог
- Иван Искров (р. 1967), икономист и политик
- Петко Койчев, български революционер от ВМОРО, четник на Михаил Чаков[12]
- Цветан Кристанов (1898 – 1972), интербригадист и академик на БАН
- Тодор Митов (1836 – 1891), свещеник, общественик и просветен деец
- Стефан Паприков (1858 – 1920), офицер и дипломат
- Михаил Петков, български революционер от ВМОРО, четник на Кочо Цонков[13]
- Никола Пушкаров (1874 – 1943), почвовед, войвода на ВМОРО
- Стоян Пушкаров (1866 – 1925), военен деец, генерал-майор
- Димитрина Савова (1926 – 2011), актриса
- Дончо Станчев (1874 – 1921), учител, литератор, читалищен деец, социалист и участник в Първата световна и Балканските войни.

Починали в Пирдоп
- Христина Морфова (1889 – 1936), певица